# 阿氏副項鱨
阿氏副項鱨，為輻鰭魚綱鯰形目脂鱨科的其中一種，為熱帶淡水魚，分布於非洲喀麥隆淡水流域，體長可達8.4公分，棲息在底層水域，生活習性不明。

## 扩展阅读
維基物種上的相關：阿氏副項鱨